# 松平頼常
松平 頼常（まつだいら よりつね、旧字体：松󠄁平󠄁 賴常、承応元年（1652年）11月21日 - 宝永元年（1704年）4月3日）は、江戸時代前期から中期にかけての大名。讃岐国高松藩の第2代藩主。官位は従四位上・讃岐守、左近衛権少将。

## 生涯
承応元年（1652年）11月21日、水戸藩主・徳川光圀の長男として生まれた。母は玉井親次の娘・弥智。妾腹の子であり、かつその頃、光圀と関白近衛家の娘・尋子との縁談がまとまりつつある、間の悪い時期であった。このため懐妊中の母は水戸家臣である伊藤友玄に預けられ、江戸小石川の伊藤の屋敷で頼常を生んだ。頼常は光圀の兄・松平頼重が育てることとなり、生後間もなく京に、翌春に讃岐国高松に移され、高松城内で養育された。母親は江戸に留まり、のち水戸藩士の望月信尚の妻となった。
光圀は兄の頼重を差し置いて自身が水戸藩主となったことを遺憾としていたため、頼重の次男である綱條を自身の養嫡子とした。寛文4年（1664年）、頼常は頼重の養子となった。
延宝元年（1673年）2月19日、頼重の隠居により高松藩主となった。藩政においては、元禄8年（1695年）に厳しい倹約令を定めて藩財政を立て直し、元禄9年（1696年）に法令を刷新するなどした。また、元禄16年（1703年）には講堂を建設して儒学者の松下見林を招聘している。
元禄7年（1694年）閏5月、光圀の許しを得て、実母の弥智を高松に迎えた。この頃には望月は死去し、母は独りであったとされる。弥智は高松にて藩主生母として遇され20年、頼常より長生きし、正徳4年（1714年）に81歳で死去した。
宝永元年（1704年）2月に隠居し、養子の頼豊（図書家当主松平頼章の次男）に家督を譲る。同年4月3日に死去した。享年53（満51歳）。頼常の死により、光圀の血筋は断絶した。

## 年表
※日付＝旧暦
- 1664年（寛文4年） - 将軍家初見。
  - 12月28日 - 讃岐国高松藩主の後継者となり、兵部と称する。
- 1665年（寛文5年）12月27日 - 従四位下に叙し、侍従に任官。右京大夫を兼任。
- 1673年（延宝元年）2月19日 - 松平家家督相続し、藩主となる。同日、讃岐守に遷任。侍従如元。
- 1683年（天和3年）12月25日 - 従四位上に昇叙し、左近衛権少将に転任。讃岐守如元。
- 1704年（宝永元年）
  - 2月11日 - 隠居。
  - 3月4日 - 新五郎と称する。
  - 4月3日 - 逝去。

## 系譜
- 正室：松姫 - 酒井忠清四女
- 側室：美奈（岡見氏）
  - 長男：頼泰
- 側室：与津（香川氏）
  - 次男：久松
- 養子
  - 男子：松平頼豊（1680年 - 1735年） - 松平頼章次男
  - 女子：彦 - 松平頼重娘、大久保公卓室

## 登場作品
- 『水戸黄門』
  - 第1部（1969年） 演：細川俊夫
  - 第6部（1975年） 演：入川保則 ※ただし入川出演の回は第2代黄門役の西村晃がゲスト出演しているため、再放送では欠番となっている。
  - 第8部（1977年） 演：吉田輝雄
  - 第12部（1981年） 演：山口崇
  - 第14部（1984年） 演：五代目坂東八十助（現・十代目坂東三津五郎）
  - 第20部（1991年） 演：荻島真一
  - 第25部（1997年） 演：石田信之
  - 第29部 - 第30部（2001年 - 2002年） 演：西郷輝彦
  - 第35部（2005年） 演：松村雄基
  - 第42部（2011年） 演：野村宏伸
  - 2時間スペシャル（2015年） 演：高橋光臣